# Landstrost
Landstrost ist ein Ortsteil der Gemeinde Offingen im schwäbischen Landkreis Günzburg in Bayern. 

## Geographie
Die Einöde liegt circa eineinhalb Kilometer südwestlich von Offingen.

## Sehenswürdigkeiten
Siehe auch: Liste der Baudenkmäler in Landstrost
- Forsthaus, ehemaliges Ökonomiegebäude des Schlosses, erbaut um 1700
- Feldkapelle St. Barbara, erbaut Anfang des 19. Jahrhunderts wohl auf älterer Grundlage